# سائولی پیتیلینن
سائولی پیتیلینن (فنلاندی: Sauli Pietiläinen؛ زادهٔ ۲۰ ژوئیهٔ ۱۹۴۱) بازیکن فوتبال اهل فنلاند است.
وی همچنین در تیم ملی فوتبال فنلاند بازی کرده‌است.